# Sušac
Sušac (italijansko Cazza) je manjši otok v Jadranu, pripada Hrvaški.

## Geografija
Otoček leži 23 km zahodno od otoka Lastovo. Najvišji vrh na otoku, ki ima površino 4,02 km², je Velji Grk, ki doseže višino 243 mnm. Otok je porasel z gosto rastočo makijo in borovim gozdom. Otoški greben poteka v smeri severovzhod - jugozahod. Severna obala je visoka in strmo pada v morje, medtem ko sta južna in jugozahodna obala bolj položni. Dolžina obale je 16,380 km. Morje okoli otoka je bogato z ribami in primerno za ribolov. Na jugozahodnem rtu Kanula stoji svetilnik. Na rtu Gradiška v bližini svetilnika je edini zaselek na otoku.
Iz pomorske karte je razvidno, da svetilnik oddaja svetlobni signal: B Bl(2) 15s.
Nazivni domet svetilnika je 24 milj.
Majhni, od severnega in zahodnega vetra zaščiteni zalivčki so na južni strani otočka in služijo kot dobro zaklonišče ribičem; v zalivčku Portič je okoli 40 m dolga plaža1).

## Prebivalstvo
Edini stalni prebivalci so svetilničarji. Občasno pa na otok pridejo tudi ribiči in v poletnih mesecih tudi turisti.

## Zgodovina
Stari antično ime otoka je bilo Chooasa. V srednjem veku so ga benečani imenovali Cezza.